# Lemming Sogn
Lemming Sogn er et sogn i Silkeborg Provsti (Århus Stift).
I 1800-tallet var Lemming Sogn anneks til Serup Sogn. Begge sogne hørte til Hids Herred i Viborg Amt. De udgjorde Serup-Lemming sognekommune, men blev senere to selvstændige sognekommuner. Ved kommunalreformen i 1970 blev de begge indlemmet i Silkeborg Kommune.
I Lemming Sogn ligger Lemming Kirke.
I sognet findes følgende autoriserede stednavne:
- Bundgård (bebyggelse)
- Gammelmose (bebyggelse)
- Lemming (bebyggelse, ejerlav)
- Lemming Nygårds Mark (bebyggelse)
- Lemming Nørrehede (bebyggelse)
- Lemming Vesterby (bebyggelse)
- Lemming Vesterskov (bebyggelse)
- Lemming Østerby (bebyggelse)
- Nisset (bebyggelse, ejerlav)
- Nisset Indelukke (bebyggelse)
- Nisset Overhede (bebyggelse)
- Nisset Sønderhede (bebyggelse)
- Nørregård (bebyggelse)